# Froitzheim
Froitzheim is een plaats in de Duitse gemeente Vettweiß, deelstaat Noordrijn-Westfalen, en telt 829 inwoners (2007).

## Geschiedenis
Nabij het dorp lag in de Romeinse tijd een villa rustica, een groot landbouwbedrijf met een stenen hoofdgebouw, dat waarschijnlijk in de derde of vierde versterkt werd met een drietal burgi. Bij archeologische opgravingen werd ook een Romeinse waterleiding aangetroffen. Een opgegraven bronzen 'dobbelsteentoren' bevindt zich thans in het LVR-LandesMuseum Bonn.